# 1047 Ґейша
1047 Ґейша (1047 Geisha) — астероїд головного поясу, відкритий 17 листопада 1924 року.
Тіссеранів параметр щодо Юпітера — 3,604.